# Ga Charan 13 MRT
Ga Charan 13 (tiếng Thái: สถานีจรัญฯ 13, RTGS: Sathani Charan Sip Sam, phát âm [sā.tʰǎː.nīː t͡ɕā.rān sìp sǎːm]), là một ga đường sắt trên cao thuộc Tuyến MRT Xanh dương, ở Bangkok, Thái Lan. Nhà ga mở cửa ngày 23 tháng 12 năm 2019. Nhà ga là một trong chín nhà ga thuộc giai đoạn 3 của Tuyến MRT Xanh dương.
Nhà ga nằm trên Đường Charan Sanitwong tại nút giao Phanitchayakan Thon Buri, còn gọi là Soi Charan 13 hoặc Soi Phanit Thon nơi Charan Sanitwong giao với Soi Charan Sanitwong 13, một hẻm lớn và sâu, tại đó có trường cao đẳng thương mại Thonburi và nhiều ngôi đền với lối đi tắt đến Ratchapruek, Bang Waek và Đường Phet Kasem ở khu vực Phasi Charoen.

## Địa điểm xung quanh
Khu vực Bangkok Yai
- Cao đẳng công nghệ Siam
- Wat Duduat

Khu vực Phasi Charoen
- Wat Paknam Fang Tai
- Đồn cảnh sát Bang Sao Thong
- Wat Wichitkarnnimit (Wat Nang)
- Cao đẳng thương mại Thonburi

Khu vực Taling Chan
- Wat Paknam Fang Nuea